# Млике
Мли́ке (серб. Млике / Mlike; алб. Mlikë) — село в южной Метохии. Согласно административно-территориальному делению автономного края Косово и Метохия (в составе Сербии) село относится к общине Гора Призренского округа; согласно административно-территориальному делению частично признанной Республики Косово село относится к общине Драгаш Призренского округа.

## Общие сведения

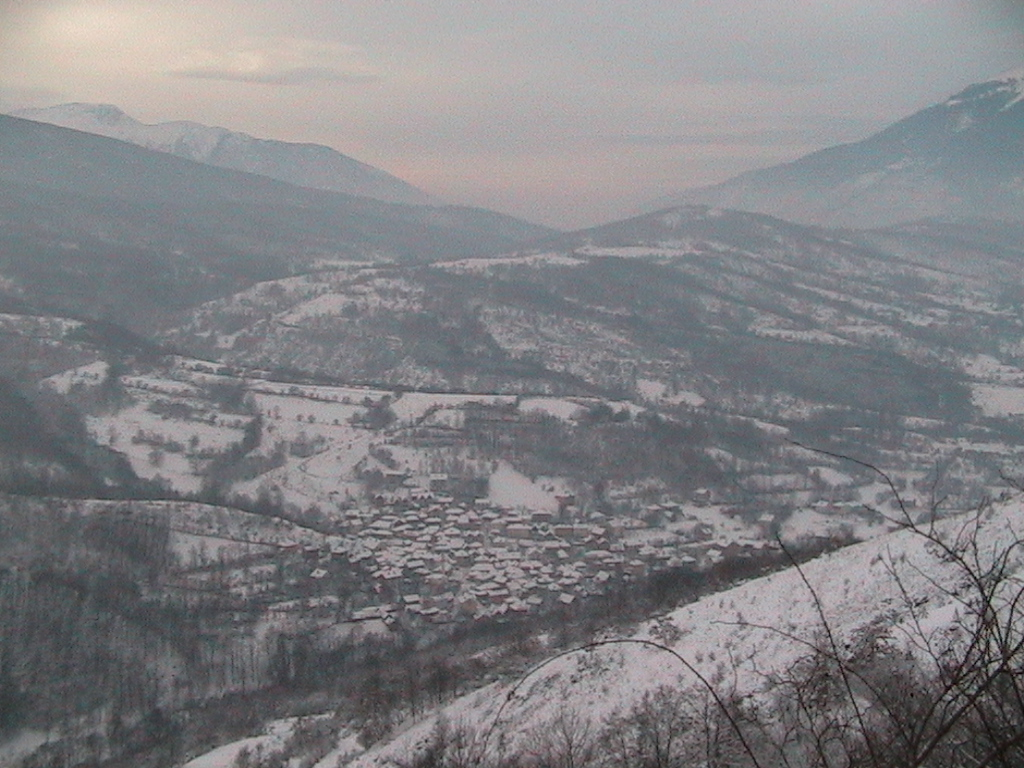
Село Млике

Численность населения по данным на 2011 год — 92 человека (из них мужчин — 42, женщин — 50).
Село Млике расположено в исторической области Гора, жители села — представители исламизированной южнославянской этнической группы горанцев (в переписи 2011 года 89 человек указали своей национальностью горанскую, 1 человек — боснийскую, 1 человек — албанскую и 1 человек отнёс себя к албаноязычным цыганам ашкали. В качестве родного языка во время переписи жители села указали сербский (23 человека), боснийский (1 человек) и албанский (1 человек), другой язык (помимо сербского, боснийского, албанского, турецкого и цыганского) указали 67 человек; согласно переписи почти все жители села (88 человек) — граждане Косова, 2 человека — граждане Сербии; всё население Млике исповедует мусульманскую религию.
Динамика численности населения в Млике с 1948 по 2011 годы:
| Численность населения | Численность населения | Численность населения | Численность населения | Численность населения | Численность населения | Численность населения |
| 1948                  | 1953                  | 1961                  | 1971                  | 1981                  | 1991                  | 2011                  |
| --------------------- | --------------------- | --------------------- | --------------------- | --------------------- | --------------------- | --------------------- |
| 461                   | 428                   | 428                   | 455                   | 506                   | 335                   | 92                    |

Село находится чуть более чем в полукилометре от автомобильной дороги из Драгаша в Рестелицу.
В Млике есть школа, по данным на 2010 год в ней обучалось около 100 учеников. Обучение ведётся на сербском языке.

## История
В 1916 году во время экспедиции в Македонию и Поморавье село посетил болгарский языковед Стефан Младенов, по его подсчётам в селе Млике в то время было около 60 домов.